# Лазька мова
Лазька мова (ლაზური ნენა, lazuri nena) — одна з картвельських мов. Розповсюджена переважно на південному і південно-східному узбережжі Чорного моря. Точне число мовців визначити важко. Воно коливається в межах від 500 тис. — 1,5 млн осіб в Туреччині та 30 тис. в Грузії.
Лазька мова найбільш близькою є до мегрельської (57% словникового запасу є спільним). Лази і мегрели розділилися в мовному та релігійному плані 500 років тому, але мови є взаємозрозумілими.

## Розповсюдження
Поширений в турецькому Лазістані (приморські райони північно-східної частині Туреччини) та деяких глибинних районах Туреччини та в поселенні Сарпі Грузії. Носії мови зустрічаються також в ряді інших населених пунктів Аджарії та Абхазії.

## Статус
Лазька мова не має офіційного статусу ані в Туреччині, ані в Грузії, і використовується лише в родинному колі (для інших ситуацій мовці використовують офіційну мову своїх країн, будь то турецька чи грузинська).
В Туреччині кількість мовців лазької мови зменшується через швидку асиміляцію в турецьке суспільство, тому їхня мова знаходиться під загрозою зникнення. Останніми роками фольклорний музикант лаз, Бірол Топалоглу, досягнув певного успіху зі своїми альбомами "Heyamo" (1997) (перший альбом, виконаний цілком лазькою мовою) та "Aravani" (2000).
Говорити лазькою було заборонено в Туреччині з 1980 по 1991 рік через те, що вважалося, що це загроза політичній єдності країни. Протягом цього часу деякі академіки жалілись на існування етнічності лаз. Оскільки говорити лазькою було заборонено в публічних місцях, багато дітей втратили свою рідну мову через відсутність спілкування з батьками. Більшість лазів, коли говорять лазькою, мають сильний турецький акцент, оскільки вони не можуть практикувати свою рідну мову.
У 2004 році Мехмет Бекароглу, член Партії Щастя, надіслав заяву до турецького державного радіомовлення (TRT), де заявив, що його рідною мовою є лазька, тому він вимагав проведення радіовипусків на цій мові. Того ж року інтелектуали лазів надіслали петицію і зустрілися з представниками TRT, щоб вимагати створення телевізійних випусків на їхній власній мові. Однак всі їхні прохання були проігноровані владою.
У Грузії з 1930 по 1938 рік лазька та мегрельська мови користувалися культурною автономією і використовувалися як літературні мови, але форма стандартної мови не була встановлена. З тих пір всі спроби створити писемну традицію у обох мовах закінчилися невдачею, хоча більшість інтелектуалів використовують їх як літературні мови.

## Діалекти
Наддіалектна форма відсутня. 
- хопурі
- вітзур-аркабулі
- чхала
- атінурі
- арташенурі.

Носії різних діалектів лазької мови іноді стикаються з проблемою порозуміння і переходять на місцеву офіційну мову.

## Писемність

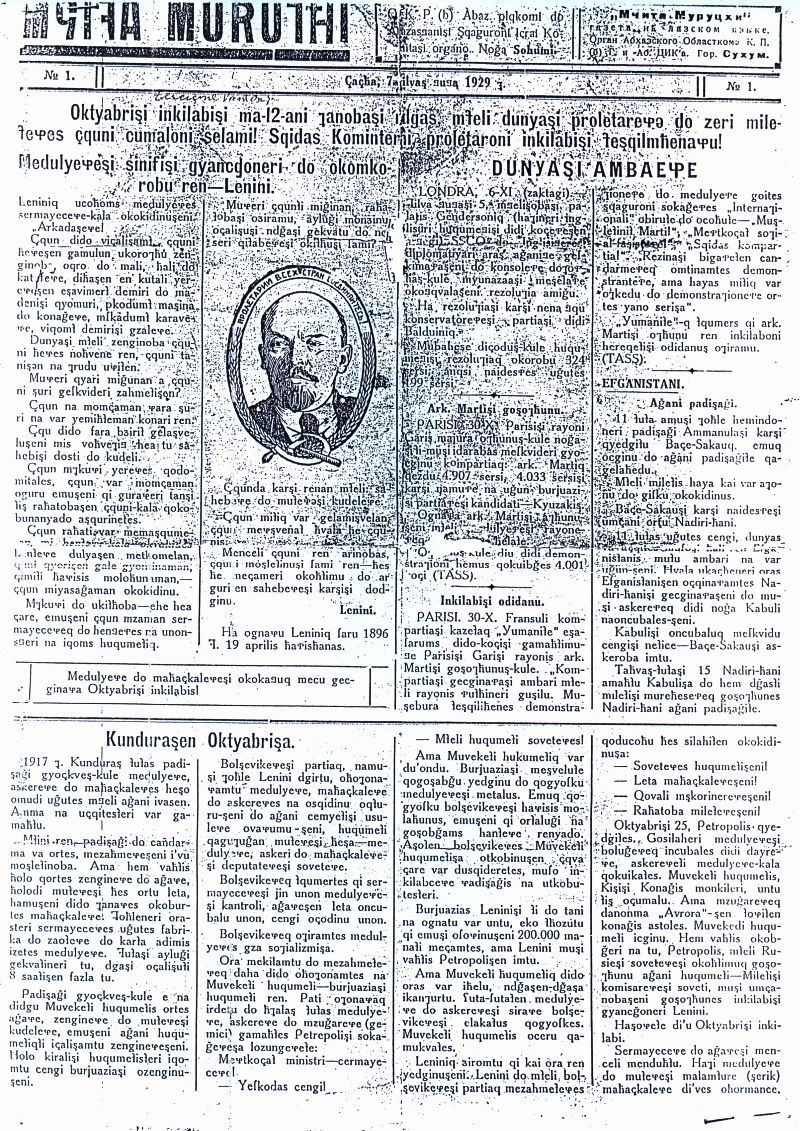
Газета «Мчіта муруцхі» від 7 листопада 1929 року (неуніфікований алфавіт)

Лазька мова не має писемності, функціонує лише як усний засіб спілкування. Носії мови двомовні, також володіють і турецькою (а в межах Грузії і грузинською).
Наприкінці 1920-х був створений алфавіт на основі латиниці. Сьогодні в Туреччині використовуються різні варіанти алфавітів на латиниці, а в Грузії — грузинське письмо. Ось кілька прикладів лазьких слів латинським та грузинським письмом:
- Я — ma (მა)
- Ти — si (სი)
- Мій — çkimi (ჩქიმი)
- Твій — skani (სქანი)
- Добрий день — Gegeacginas. / Xela do k'aobate. (გეგაჯგინას. / ხელა დო კაობათე)
- Добрий вечір — Kai serepe (კაი სერეფე)
- Дякую — Didi mardi (დიდი მარდი)
- Як справи? — Muç’ore? (მუჭორე?)
- Добре — Kai vore (კაი ვორე) — Kai bore (діалект вітзур)
- Ви розмовляєте лазькою? — Lazuri gişkuni? (ლაზური გიჩქინი?) / Lazuri gickini (діалект вітзур)
- Чоловік — K'oçi (კოჩი)
- Жінка — Xorz'a / Oxorca (ხორძა)
- Хлопець — Biç’i (ბიჭი)
- Дівчина — Bozo (ბოზო)
- Я тебе кохаю — Ma si maoropen (მა სი მაოროფენ.)

## Впливи
Структурні явища, обумовлені зовнішньомовними контактами. В результаті розпочатого ще з 16 століття сильного впливу з боку османської мови, зумовлені ним структурні зміни зачіпають практично всі рівні мовної структури:
- у фонетиці — це спорадичне вживання звукотипу е;
- в морфології  — становлення посесивної флексії імен,
- засвоєння ряду словотворчих афіксів в синтаксисі (da-skani 'сестра твоя' oxori-musi "будинок його.), далеко зайшла номінативізація структури речення;
- в лексиці — маса запозичень з турецької та грузинської, у попередній період сильно проявлявся вплив грецької мови.

## Фонетика
Фонемний інвентар характеризується порівняно багатим консонантизмом при помірному розвитку вокалізму. Тут налічується 29 приголосних фонем при 5 голосних. Вокалізм представлений фонемами  а, е, i, о та u. Довгі голосні і справжні дифтонги відсутні.
Наголос силовий. В двоскладових словах оно падає на другий склад з кінця: gv2rdi ‘половина’, t5ta ‘місяць’, m2u ‘він дав йому’, 4rdo ‘рано’. Теж зазвичай відбувається в трьохскладових субстантивах (ox4ri ‘дім’, kak1li ‘вдома’, karm1e ‘млин’). В трьохскладових дієслівних словоформах і прислівниках наголос падає на третій склад з кінця: k4iru ‘він побачив’, d4bЉari ‘я написав’. В тюркізмах він зберігається на тому ж складі, що і турецькій – deKiK2 ‘хвилина’, paS1 ‘паша’, bal5i ‘риба’. В говірках бувають рудименти тонового наголосу, які падають на другий склад з кінця (зрідка – на останній).

## Морфологія
Іменник має категорію числа (однина і множина) і відмінку (їх число в діалектах від 4 до 7; називний, наратив, давальний, родовий, аллатив, аблатив, орудний).